# Dreh und Trink

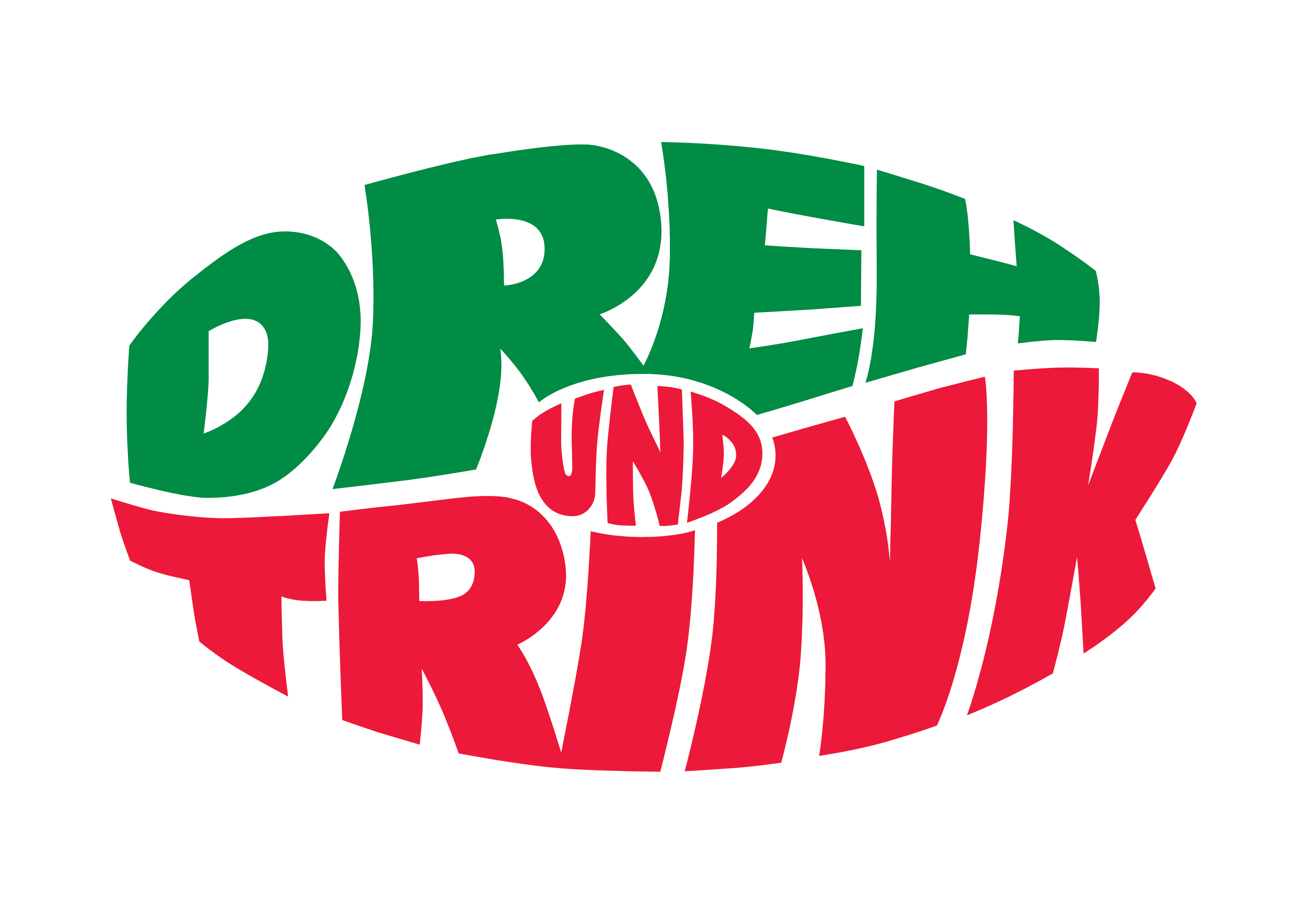

Dreh und Trink ist der Markenname eines seit 1973 von der österreichischen Klosterquell Hofer GmbH produzierten Limonadengetränks, welches in einer charakteristischen Einwegverpackung aus buntem Polyethylen, die unter anderem in den Geschmacksrichtungen Kirsche, Apfel, Waldbeere, Cola-Mix und Multifrucht angeboten wird.

## Geschichte
Dreh und Trink wurde 1973 von der Klosterquell Hofer GmbH eingeführt und entwickelte sich schnell zu einem beliebten Getränk in Österreich. Bekannt wurde es durch seine einzigartige Verpackung, die es Kindern ermöglicht, die Flasche eigenständig zu öffnen.

## Verpackung und Innovation
Die Verpackung besteht aus einem bunten Kunststoff-Schlauchbeutel in Flaschenform, der durch Abdrehen des Kopfes geöffnet wird. Diese innovative Aufriss-Perforation erleichtert es Kindern, die Flasche selbstständig zu öffnen. Die Verpackung besteht aus Polyethylen (PE) und trägt ein Selbstklebeetikett aus bedrucktem Papier. Der Kunststoff ist zu 100 % recycelbar, was zur Nachhaltigkeit des Produkts beiträgt.

## Verbreitung und Export
Insbesondere in Österreich gilt Dreh und Trink innerhalb seiner Fangemeinde als Kultprodukt. Der Exportanteil beträgt 80 Prozent, das Produkt wird in über 30 Länder exportiert und ist im englischsprachigen Raum als „Twist and Drink“ bekannt.

## Kritik und Veränderung der Rezeptur
Aufgrund des hohen Exportanteils hält die Unternehmensführung an den Einwegverpackungen aus Polyethylen fest, da der Exportanteil hoch ist und der Produktionsstandort zu weit von den Konsumenten entfernt wäre, um Glasflaschen zu verwenden und diese erneut zu befüllen. Unökonomisch wäre es sowieso, aber unökologisch ist von der Argumentation her eleganter und zudem sei die einzigartige Kunststoffverpackung ungefährlicher, als eine Glasflasche, mit der ein Kind im Garten stürzen könne, so der Chef von Klosterquell in einem Interview.